# Fidelidad
La fidelidad es una noción que, en su nivel más abstracto, implica una conexión verdadera con una fuente. Su significado original está vinculado a la lealtad (de una persona para con un señor o un rey) y a la atención al deber. La palabra "fidelidad" deriva de la palabra fidélitas (latín).
En el ámbito social es un valor moral que faculta al ser humano para cumplir con los pactos y compromisos adquiridos. La fidelidad es entonces el cumplimiento de la palabra dada.

## Relaciones sociales
Dentro del compromiso inicial de una relación amorosa la fidelidad supone una virtud que se refiere a la capacidad de poder mantener y hacer cumplir las promesas realizadas al inicio de la relación y lo que ello supone en el entorno social, implicando no engañar ni traicionar al otro. Este concepto puede extenderse a otro tipo de relaciones sociales e incluso espirituales, como por ejemplo la amistad, la familia y Dios, donde la fidelidad se refiere a los valores de lealtad, confianza en las promesas, honestidad y respeto mutuo.
La vida consagrada dentro de la Iglesia católica implica hacer votos, usualmente de castidad y obediencia, además del compromiso del servicio a Dios y al prójimo, por lo tanto la fidelidad exige el cumplimiento de tales promesas, además para ejercer un oficio religioso dentro de la Iglesia se requiere un juramento de fidelidad.

## Iconología e historia
En la historia, la fidelidad está relacionada con la lealtad a los reyes, y también a la relación esclavo-maestro; quien fuese servidor debía tener fidelidad a su superior, algunas veces a cambio de un beneficio.
Los romanos habían puesto a la fidelidad en el número de sus divinidades. Numa fue el primero que le erigió un templo y altares. Se le ofrecían flores, vino e incienso, y además, estaba prohibido sacrificar víctimas. Sus sacerdotes estaban cubiertos de un velo blanco, símbolo del candor. Estos eran conducidos en pompa al lugar del sacrificio en un carro a manera de arco, con la cabeza y las manos envueltas en un manto. La fidelidad se da a conocer muy bien por la llave que tiene, por su vestido blanco y por el perro que está a su lado.[cita requerida]
En muchas medallas se ven dos manos unidas como un emblema de la fidelidad. Se representa también esta diosa por una mujer que tiene un canastillo de frutos en una mano y en la otra espigas de trigo.

## Otras disciplinas
Siendo un concepto en su sentido más abstracto la permanencia inmutable de una palabra o cosa considerada cierta, la expresión puede utilizarse en diferentes ámbitos, como la precisión de la reproducción o copia de un texto o narración.
En la ingeniería de sonido, el término de alta fidelidad se aplica para aparatos electrónicos capaces de reproducir el audio con la calidad más parecida al sonido original, siendo uno de los primeros el reproductor estéreo de tocadiscos.
En los campos del modelado científico y la simulación, la fidelidad se refiere al grado en que un modelo o simulación reproduce el estado y comportamiento de un objeto, característica o condición del mundo real. La fidelidad es, por tanto, una medida del realismo de un modelo o simulación. La fidelidad de la simulación también se ha descrito en el pasado como "grado de similitud". En mecánica cuántica y óptica, la fidelidad de un campo se calcula como una integral de superposición del campo de interés con un campo de referencia u objetivo.
En arquitectura y diseño, la fidelidad de una estructura u objeto se encuentra relacionado con la reproducción más exacta de una réplica, incluso llegando a ser idéntica a la original.[cita requerida]